# Gillingham (Dorset)
Gillingham  /ˈɡɪlɪŋəm/ (51°2′15″N 2°16′29″E / 51.03750, 2.27472) es un pueblo en el área de Blackmore Vale, en Dorset (Inglaterra). Se encuentra en el distrito de gobierno local y circunscripción electoral de North Dorset. Situado unos 6 km al sur de la ruta A303 —la principal carretera entre Londres y el Sudoeste de Inglaterra—, sobre la B3095 y la B3081, constituye el pueblo más septentrional del condado y una popular ciudad dormitorio. Se encuentra en las cercanías de Shaftesbury, unos 11 km al sureste. Cuenta con una población de 9.323 habitantes, un gran aumento desde 1991, cuando tenía 6.187 pobladores. El 35% de la población está jubilada.[cita requerida]
La localidad tiene 70 negocios y su área educativa incluye siete escuelas primarias (cuatro de ellas en el pueblo mismo) y una secundaria. La estación de ferrocarril de Gillingham se encuentra en la ruta entre Londres y Exeter.[cita requerida]

## Historia

### Orígenes y Edad Media
Existe un túmulo de la Edad de Piedra en Gillingham y evidencia del asentamiento romano en los siglos II y III. El pueblo en sí mismo, no obstante, fue fundado por los sajones. La iglesia de St Mary the Virgin tiene una cruz sajona que data del siglo IX.
El nombre de Gillingham fue utilizado en referencia a la localidad por los sajones en el siglo X y en los anuales de 1016 como el lugar en donde se llevó a cabo una batalla entre Edmundo II y los vikingos daneses. En el Domesday Book de 1086 fue nombrado como Gelingham y variantes posteriores incluyeron Gellingeham (1130), Gyllingeham (1152) y Gilingeham (1209). El nombre significa “granja de la familia o de los seguidores de un hombre llamado Gylla” y se corresponde con la invasión sajona de Dorset en el siglo VII.
A partir octubre de 1348, la mitad de sus entonces dos mil habitantes murió por la peste negra en sólo cuatro meses. En la edad media, Gillingham ostentaba un coto de caza real visitado por los reyes Enrique I, Enrique II, Juan y Enrique III. Falto de mantenimiento, el coto fue desmantelado en 1369 por el rey Eduardo III.

### Desarrollo industrial
Gillingham se convirtió en el núcleo de las actividades agrícola-ganaderas del lugar, desde 1526 fue sede de la primera grammar school de Dorset y desde 1769 contó con una fábrica para la producción de seda. La iglesia presenta estructuras del siglo XIV, aunque la mayor parte de la misma fue construida en los siglos XIX y XX. Existen muchos otros edificios en el pueblo que presentan un origen Tudor.
En la década de 1850, la llegada del ferrocarril trajo prosperidad y nuevas industrias al pueblo, incluyendo la producción de ladrillo y queso, la  industria impresora, la manufactura de jabones y, para el final del siglo XIX, una de las primeras fábricas de motores a gasolina en el Reino Unido. Durante la Segunda Guerra Mundial, la ubicación de Gillingham sobre las ferrovías que se extendían desde Londres a Exeter fue clave en su crecimiento. En 1940 y 1941, se produjeron grandes evacuaciones de civiles —oficialmente, más de 1,5 millones de evacuados en total— en Londres y otras ciudades industriales debido a los bombardeos aéreos alemanes, que distribuyeron importantes masas poblacionales en localidades rurales, particularmente en el norte y suroeste de Inglaterra y en Gales. Gracias a que se encontraba sobre las vías del ferrocarril, Gillingham se vio muy favorecido con dichas evacuaciones en cuanto a crecimiento demográfico y su población no ha dejado de aumentar desde entonces.